# Johann Jakob Kraft

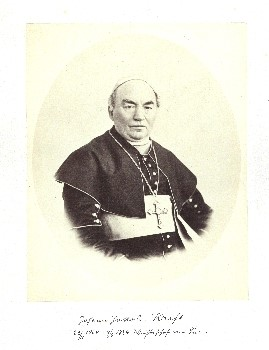
Johann Jakob Kraft

Johann Jakob Kraft  (* 18. März 1808 auf dem Fressenhof bei Ochtendung; † 9. Juni 1884 in Trier) war ein deutscher Pastoraltheologe und römisch-katholischer Weihbischof in Trier.

## Leben
Johann Jakob Kraft war Sohn eines Landwirts und wuchs auf dem Fressenhof, einem heutigen Ortsteil von Ochtendung, unter einfachen Verhältnissen auf. Den ersten Schulunterricht erhielt er durch den ortsansässigen Pfarrer. Es folgte die weitere Schulbildung von 1820 bis 1824 auf dem Progymnasium, dem heutigen Kurfürst-Salentin-Gymnasium, in Andernach und wurde bis 1827 auf dem Gymnasium in Trier fortgesetzt. Er absolvierte ab Herbst 1827 im Bischöflichen Priesterseminar in Trier das Studium der Philosophie und Theologie. Kraft erhielt am 7. April 1832 die Priesterweihe und arbeitete als Kaplan, zeitweise war er auch Pfarrverwalter in Ochtendung und vertrat seinen als Pfarrer amtierenden Onkel. Die Potentinus-Kapelle auf dem Fressenhof nahe Ochtendung (Kreis Mayen-Koblenz) wurde 1851/1852 von der Familie Kraft errichtet, sie ist heute eine beliebte Heiratskirche. Ebenfalls im Jahr 1852 wurde Johann Jakob Kraft Kaplan in Buchholz (Eifel), danach wurde er 1835 zum Pfarrer von Miesenheim bestellt.

## Professor und Regens
Der Trierer Bischof Wilhelm Arnoldi berief Johann Jakob Kraft am 3. März 1844 zum Professor für Pastoraltheologie am Bischöflichen Priesterseminar in Trier. Hier übernahm er ab 1846 das Amt des Subregens, gleichzeitig promovierte er am 24. Dezember 1847 mit der Schrift De pronao, einer zusammenfassenden historisch-theologischen Darstellung der Allgemeinen Gebete (Oratio fidelium), an der Katholischen Fakultät der Universität Freiburg im Breisgau zum Doktor der Theologie. Am 2. September 1861 wurde er zum Domkapitular und Domprediger ernannt und stand 1864 als Bischofskandidat für Trier zur Disposition. Gewählt wurde schließlich Leopold Pelldram, nachdem der zuerst gewählte und spätere Bischof von Speyer, Abt Daniel Bonifaz von Haneberg OSB, die Wahl nicht angenommen hatte. Der nächstfolgende Bischof von Trier wurde Matthias Eberhard, der den Kapitular Kraft am 16. November 1867 zum Geistlichen Rat ernannte. Von Papst Pius IX. wurde er 1867 zum Päpstlichen Hausprälaten ernannt.

## Weihbischof
Am 24. September 1868 wurde Kraft zum Titularbischof von Castoria und zum Weihbischof in Trier ernannt. Am 26. August 1882 wurde er Domdechant am Dom zu Trier. Die Bischofsweihe zelebrierte Matthias Eberhard am 22. November 1868. Das Goldene Priesterjubiläum im Jahr 1882 wurde mit der Ernennung zum Römischen Grafen (Comes Romanus) und Päpstlichen Thronassistenten durch Papst Leo XIII. geehrt.
Weihbischof Kraft galt als ein exzellenter Prediger und leitete während der durch den Kulturkampf bedingten Sedisvakanz von 1876 bis 1881 den Bischofssitz in Trier. Während seiner Amtszeit konsekrierte er mehrere Kirchen und Altäre. Die Lebacher Pfarrkirche wurde 1881 völlig abgetragen und bis 1883 neu aufgebaut. Am 1. Oktober 1883 wurden Kirche und Altar durch Weihbischof Johann Jakob Kraft geweiht. Die Burbacher Kirche St. Eligius wurde 1873 durch den Architekten Franz Müller, Saarlouis, erbaut. Konsekriert wurde sie am 28. Oktober 1874 durch Weihbischof Johann Jakob Kraft. Die heutige Pfarrei Sankt Christophorus in Mittelreidenbach wurde in den Jahren 1869/72 ebenfalls vom Architekten Müller aus Saarlouis erbaut. Die Konsekration der Pfarrkirche nahm Weihbischof Johann Jakob Kraft am 18. Juni 1874 vor. Selbst in dieser turbulenten Zeit und der vielen Arbeit weitete er seine schriftstellerischen Tätigkeiten aus. Er verfasste mehrere homiletische Beiträge, seine Dissertationsschrift fand hohe Anerkennung. Er verfasste die Biografien der Trierer Bischöfe Wilhelm Arnoldi und Matthias Eberhard.

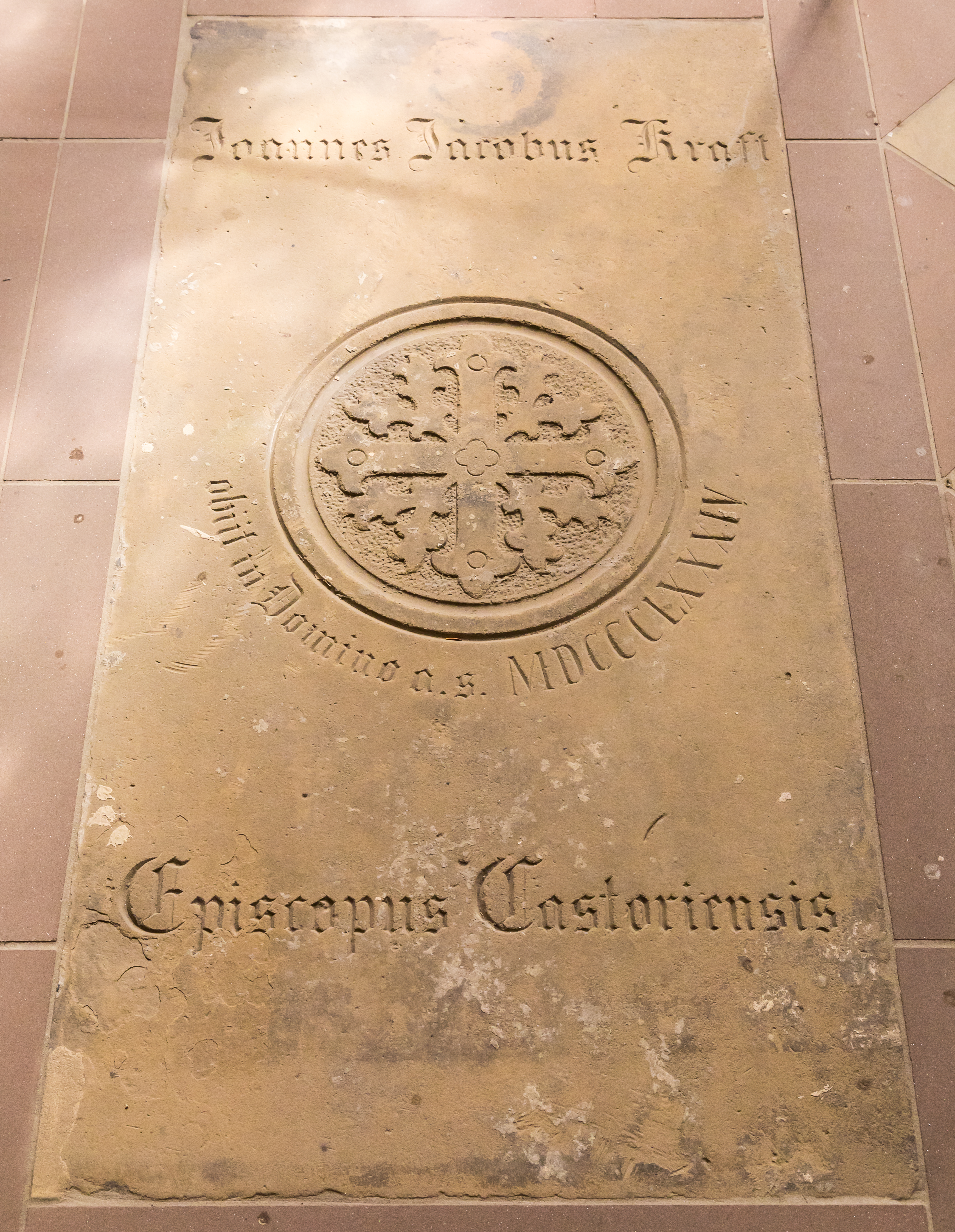
Grab im Trierer Dom

Er wurde am 13. Juni 1884 in der Weihbischofskapelle am Kreuzgang des Trierer Doms beigesetzt, sein Nachfolger wurde Heinrich Feiten.